# Opérations consulaires
Les Opérations Consulaires ((en) Consular Operations) est une agence d'espionnage fictive créée par Robert Ludlum.

## Organisation
Les Opérations consulaires sont l'agence de renseignement et d'action du département d'État des États-Unis (le Ministère des Affaires étrangères américain). 
L'agence a été créée par l'ambassadeur Robert Winthrop dans le but de faciliter les défections d'Union soviétique vers l'Ouest.
Elle est dirigée par un sous-secrétaire d'État.
Ses agents sont présents dans les ambassades américaines à travers le monde sous divers couvertures. Mais l'agence travaille également avec des agents sans couverture officielle pour ses opérations les plus secrètes.
Une sous-division des Opérations consulaires, appelée l'Unité de stabilisation politique, est spécialisée dans les assassinats de personnalités politiques.

## Apparitions dans l'œuvre de Ludlum
- Les Veilleurs de l'apocalypse
- Le Cercle bleu des Matarèse
- L'Agenda Icare
- La Directive Janson
- L'Alerte Ambler
- La Stratégie Bancroft
- La Mosaïque Parsifal
- La Progression Aquitaine